# Governo Seyss-Inquart
O Governo Seyss-Inquart (também chamado de Governo do Anschluss) foi o último governo federal da Áustria antes da anexação da Áustria ao Reich Alemão, e existiu apenas de 11 a 13 de março de 1938.

## Formação
Sob o impacto do aumento das manifestações e desfiles dos nacional-socialistas, Kurt Schuschnigg anunciou, em 9 de março de 1938, a realização de um referendo sobre a independência da Áustria. A data marcada para sua realização era já o domingo seguinte, 13 de março de 1938. Schuschnigg acreditava que o resultado seria favorável à manutenção da Áustria como país independente. O secretário de Estado alemão Wilhelm Keppler também avaliava dessa forma e relatou o fato a Adolf Hitler em 10 de março. Ainda naquela noite, Hitler ordenou a mobilização do Comando de Grupo 3 da Wehrmacht.
Em 11 de março, Hitler convocou o ministro austríaco Edmund Glaise-Horstenau, que se encontrava na Alemanha. Hitler considerou o referendo anunciado como uma violação do Acordo de Berchtesgaden e ameaçou com sanções militares. Por meio de Odilo Globočnik, ele enviou um ultimato por escrito a Schuschnigg em Viena: o referendo deveria ser cancelado imediatamente, caso contrário a Wehrmacht iniciaria a invasão da Áustria. Hermann Göring também reforçou essa exigência e a ameaça por telefone. Diante disso, Schuschnigg decidiu cancelar o referendo. O ministro do Interior Arthur Seyss-Inquart informou Göring sobre essa decisão. No entanto, isso já não era suficiente para os alemães. Eles passaram a exigir a renúncia do governo Schuschnigg e a formação de um gabinete nacional-socialista liderado por Seyss-Inquart como chanceler federal, o qual deveria solicitar, como primeira medida, que tropas alemãs fossem enviadas para manter a ordem.

Schuschnigg renunciou então ao cargo e anunciou sua decisão às 19h47, por rádio:
"O senhor Presidente Federal me encarregou de comunicar ao povo austríaco que cedemos à força".
Ele também declarou ter ordenado às tropas do exército austríaco que não resistissem em caso de invasão:
"Pois, a qualquer custo, mesmo nesta hora grave, não estamos dispostos a derramar sangue alemão. [...] Que Deus proteja a Áustria!".
Após o discurso, manifestações nacional-socialistas ocorreram em todo o país. Um desfile com tochas seguiu até a Ballhausplatz (sede do governo). Em diversas capitais provinciais, nazistas tomaram as sedes dos governos estaduais e declararam os governadores depostos.
O presidente Wilhelm Miklas ainda tentou, por algumas horas, convencer outros políticos a assumirem o cargo de chanceler no lugar de Seyss-Inquart, como exigia Göring. Por volta das 20h, Göring foi informado por telefone da renúncia de Schuschnigg. Ele ficou furioso por Seyss-Inquart ainda não ter sido nomeado chanceler e ordenou então a invasão imediata. Quando chegou uma falsa informação de que tropas alemãs já haviam cruzado a fronteira, Miklas cedeu. Às 23h14, o rádio austríaco anunciou oficialmente a nomeação de Arthur Seyß-Inquart como novo chanceler federal da Áustria. 
O adido militar alemão, Wolfgang Muff, considerou naquele momento que uma invasão já não era mais necessária e tentou telefonar para Hitler. Este, que já havia ido dormir, foi acordado e respondeu irritado que não haveria alteração nas ordens: a invasão das tropas ocorreria na manhã seguinte.
Em 12 de março, à 1h30 da madrugada, o conselheiro de Estado Hugo Jury anunciou o novo governo da sacada da Chancelaria Federal.

## Composição
A composição do governo era a seguinte:
| Cargo                                                                 | Ministro                | Posse               | Fim do Mandato      |                     |                     |                     |                     |                     |                     |
| Chancelaria Federal                                                   | Chancelaria Federal     | Chancelaria Federal | Chancelaria Federal | Chancelaria Federal | Chancelaria Federal | Chancelaria Federal | Chancelaria Federal | Chancelaria Federal | Chancelaria Federal |
| --------------------------------------------------------------------- | ----------------------- | ------------------- | ------------------- | ------------------- | ------------------- | ------------------- | ------------------- | ------------------- | ------------------- |
| Chanceler e Ministro Interino da Defesa Nacional                      | Arthur Seyss-Inquart    | 11 de março de 1938 | 13 de março de 1938 |                     |                     |                     |                     |                     |                     |
| Secretário de Estado do Chanceler da Segurança Pública                | Ernst Kaltenbrunner     | 11 de março de 1938 | 13 de março de 1938 |                     |                     |                     |                     |                     |                     |
| Secretário de Estado do Chanceler para a Formação da Vontade Política | Hubert Klausner         | 11 de março de 1938 | 13 de março de 1938 |                     |                     |                     |                     |                     |                     |
| Vice-Chanceler                                                        | Edmund Glaise-Horstenau | 11 de março de 1938 | 13 de março de 1938 |                     |                     |                     |                     |                     |                     |
| Ministros                                                             |                         |                     |                     |                     |                     |                     |                     |                     |                     |
| Ministro da Justiça                                                   | Franz Hueber            | 11 de março de 1938 | 13 de março de 1938 |                     |                     |                     |                     |                     |                     |
| Ministro das Finanças                                                 | Rudolf Neumayer         | 11 de março de 1938 | 13 de março de 1938 |                     |                     |                     |                     |                     |                     |
| Ministro da Agricultura e Florestas                                   | Anton Reinthaller       | 11 de março de 1938 | 13 de março de 1938 |                     |                     |                     |                     |                     |                     |
| Ministro do Comércio e Transportes                                    | Hans Fischböck          | 11 de março de 1938 | 13 de março de 1938 |                     |                     |                     |                     |                     |                     |
| Ministro dos Assuntos Sociais                                         | Hugo Jury               | 11 de março de 1938 | 13 de março de 1938 |                     |                     |                     |                     |                     |                     |
| Ministro da Educação                                                  | Oswald Menghin          | 11 de março de 1938 | 13 de março de 1938 |                     |                     |                     |                     |                     |                     |
| Ministro das Relações Exteriores                                      | Wilhelm Wolf            | 11 de março de 1938 | 13 de março de 1938 |                     |                     |                     |                     |                     |                     |
| Secretários de Estado                                                 |                         |                     |                     |                     |                     |                     |                     |                     |                     |
| Secretário de Estado das Forças de Segurança                          | Michael Skubl           | 11 de março de 1938 | 13 de março de 1938 |                     |                     |                     |                     |                     |                     |
| Secretário de Estado                                                  | Friedrich Wimmer        | 13 de março de 1938 | 13 de março de 1938 |                     |                     |                     |                     |                     |                     |
| Secretário de Estado                                                  | Maximilian de Angelis   | 13 de março de 1938 | 13 de março de 1938 |                     |                     |                     |                     |                     |                     |

## Atuação
O novo governo reuniu-se em conselho de ministros no dia 12 de março de 1938 e aprovou uma lei federal para a alteração e complementação da regulamentação cambial.
Em 13 de março, Seyss-Inquart apresentou ao conselho de ministros uma lei sobre a "Reunificação da Áustria com o Reich Alemão" para aprovação, o que foi concedido. Segundo a constituição, uma lei só teria validade após ser assinada pelo presidente federal, por isso ela também foi submetida a Miklas. No entanto, este recusou-se a assinar, justificando ter prestado juramento ao "povo por um Estado austríaco independente". Miklas renunciou ao cargo, fazendo com que, conforme a constituição, as funções do presidente federal passassem ao chanceler federal.
Tornando-se assim chefe de Estado por um curto período, Seyss-Inquart pôde ele mesmo autenticar a lei de anexação da Áustria, com a qual a Áustria deixou de ser um Estado independente com chanceler federal ou presidente federal.
Exceto Michael Skubl – que renunciou ao seu cargo em 13 de março – o governo estadual de Seyß-Inquart continuou atuando sob supervisão do governo do Reich em Berlim. Seu líder, Seyss-Inquart, foi nomeado Reichsstatthalter em 15 de março. Com a entrada em vigor da Ostmarkgesetz em 1 de maio de 1939, o governo foi dissolvido.